# Placogorgia foliata
Placogorgia foliata är en korallart som beskrevs av Aurivillius 1931. Placogorgia foliata ingår i släktet Placogorgia och familjen Plexauridae. Inga underarter finns listade i Catalogue of Life.